# شرق دونبارتونشاير
شرق دونبارتونشاير ((بالإسكتلندية: Aest Dunbartanshire)‏؛ (بالغيلية الإسكتلندية: Siorrachd Dhùn Bhreatainn an Ear)) هي واحدة من 32 منطقة في مجلس إسكتلندا، تقع على حدود شمال غلاسكو وتحتوي على العديد من المناطق الغنية إلى الشمال من المدينة.

## التركيبة السكانية
تتمتع منطقة مجلس شرق دانبارتونشاير بمستويات منخفضة من الحرمان، ونسبة البطالة والجريمة منخفضة، عدد السكان متجه نحو الانخفاض والشيخوخة.
في استطلاع أجرته مجلة ريدرز دايجست عام 2007، تم التصويت عليها كأفضل مكان في بريطانيا لتنشئة أسرة. احتلت المرتبة الثالثة في إسكتلندا من حيث جودة الحياة وكانت المنطقة الإسكتلندية الوحيدة من أفضل 20 مدينة في بريطانيا في عام 2008 تعتبر أكثر المناطق ازدهارًا في إسكتلندا والترتيب 9 في المملكة المتحدة حسب مؤشر ليجاتوم للازدهار الذي نشره معهد ليجاتوم في أكتوبر 2016.

## المدن والقرى
- اوتشينهوي
- أوشينيرن
- اوتشينريوخ
- بالديرنوك
- بالمور
- باردوي
- برزدن
- بيردستون
- بيشاب بريغز
- كادر
- كلاشان من كامبسي
- كيركنتيلوش
- لينوكستاون
- لينزي
- قرية ووديلي
- ميلنغافي
- ميلتون من كامبسي
- تورانس
- تويشر
- ووترسايد